# Vampire Survivors
Vampire Survivors è un videogioco indipendente di genere roguelike e shoot 'em up, in stile retrò "a 8 bit", sviluppato sotto la direzione di Luca Galante e originariamente pubblicato per macOS e Windows il 20 ottobre 2022.
Il gioco è stato anche pubblicato su Xbox One e Xbox Series X/S il 10 novembre 2022. Le versioni per dispositivi Android e IOS sono state distribuite l'8 dicembre 2022.
Una versione per automobili Tesla è stata pubblicata a luglio del 2023.
Il gioco è stato pubblicato anche su Nintendo Switch il 17 agosto 2023.
Il gioco è uscito per piattaforme PlayStation 4 e PlayStation 5 nell'estate 2024.

## Trama
Il gioco non presenta alcuna trama, fatta eccezione per una breve introduzione tematica pubblicata sul sito ufficiale:
I primi personaggi disponibili nel gioco sono infatti i quattro componenti della famiglia Belpaese: Antonio, Imelda, Gennaro e Pasqualina. Alcuni tra i livelli sono "Mad forest", dove i protagonisti trovano e aiutano l'eremita Poe Ratcho, il quale poi si unisce al gruppo, "Inlaid library", un antico edificio nel quale sono conservati vari tomi di grande potere magico, e "Dairy Plant", caseificio abbandonato da cui le forze demoniache hanno carpito gli ingredienti per creare mostri elementali.

## Modalità di gioco
Il giocatore controlla un personaggio che attacca automaticamente mentre affronta continue orde di mostri, con lo scopo di sopravvivere all'assalto il più lungo possibile, sbloccando personaggi, armi e reliquie per le sessioni di gioco successive. La maggior parte degli elementi sbloccabili presenta riferimenti, nel nome o nell'aspetto, al folklore popolare italiano.
Scopo del gioco è quello di guadagnare la più grande quantità di gemme, monete, potenziamenti e tesori. Nel corso di ogni partita, che dura un tempo limite di trenta minuti, il giocatore è libero di muoversi in uno spazio bidimensionale, generato casualmente, in cui combattere i nemici che si presentano. 
Al termine della partita, il giocatore può sfruttare le risorse accumulate per potenziarsi nelle partite seguenti e sbloccare nuovi contenuti.
Alcune versioni includono anche il supporto per il gioco in cooperativa locale per un massimo di quattro persone.

### DLC
Segue elenco dei contenuti scaricabili a pagamento detti DLC, questi si possono suddividere in due gruppi:
Originali:
- Legacy of the Moonspell (2022)
- Tides of the Foscari (2023)

Crossover:
- Emergency Meeting (2023) in collaborazione con Innersloth, ospita i contenuti del videogioco Among Us;
- Operation Guns (2023) in collaborazione con Konami, ospita i contenuti della serie Contra;
- Ode to Castlevania (2024) in collaborazione con Konami, ospita i contenuti della serie Castlevania;
- Emerald Diorama (2025) in collaborazione con Square Enix, ospita i contenuti della serie SaGa Emerald Beyond. È l'unico DLC gratuito.

## Sviluppo
Il programmatore italiano Luca Galante, anche noto come Poncle, nato in un paese vicino a Roma, ha iniziato a sviluppare Vampire Survivors nel 2020 utilizzando il framework Phaser mentre era disoccupato. Ha creato Vampire Survivors perché voleva gestire una community, basandosi sulla sua passata esperienza come amministratore di un server di Ultima Online. Vampire Survivors è ispirato a Magic Survival, un gioco per cellulari nel quale un personaggio attaccava automaticamente i nemici, a Castlevania ed alle grafiche appariscenti delle slot machine (in passato, Galante aveva lavorato nel campo dei giochi d'azzardo).
Per sviluppare la versione in accesso anticipato, Galante ha impiegato circa un anno e speso circa 1.100 sterline britanniche.
Il successo di Vampire Survivors ha superato le aspettative di Galante e gli ha permesso di lasciare il lavoro nel febbraio 2022 per concentrarsi completamente sullo sviluppo del gioco. Era assistito informalmente da "alcuni amici" nel tempo libero. I contenuti pianificati includevano armi, personaggi e livelli aggiuntivi e una "modalità infinita". L'intento di Galante era quello di togliere Vampire Survivors dall'accesso anticipato entro la fine del 2022. Galante ha assunto diversi freelancer nel marzo 2022 per espandere il team di Vampire Survivors e accelerarne lo sviluppo. Oltre a delineare la portata dei nuovi contenuti promessi con una tabella di marcia, Galante ha spiegato che un traguardo importante previsto per la metà del 2022 sarebbe stato il porting di Vampire Survivors su un motore di gioco "standard del settore" per migliorarne le prestazioni complessive
Le versioni mobile sono state avviate rapidamente per lo sviluppo in risposta a una serie di cloni apparsi negli app store mobili con codice e risorse rubati dal gioco originale. Sebbene il gioco sia stato lanciato su altre piattaforme come un gioco economico ma premium, le versioni per dispositivi mobili sono gratuite con annunci opzionali.

## Accoglienza
| Testata                          | Versione      | Giudizio |
| -------------------------------- | ------------- | -------- |
| Metacritic (media al 22·12·2024) | Xbox Series   | 95/100   |
| Metacritic (media al 22·12·2024) | PlayStation 5 | 89/100   |
| Metacritic (media al 22·12·2024) | N. Switch     | 88/100   |
| Metacritic (media al 22·12·2024) | iOS           | 91/100   |
| Metacritic (media al 22·12·2024) | PC            | 86/100   |
| OpenCritic (media al 7·10·2024)  | collettivo    | 88/100   |
| Everyeye (ITA)                   | PC            | 9/10     |
| GameSource (ITA)                 | N. Switch     | 9/10     |
| NextPlayer (ITA)                 | PlayStation 5 | 95/100   |
| The Games Machine (ITA)          | Steam Deck    | 9/10     |
| Tom's Hardware (ITA)             | Xbox Series   | 8.2/10   |

Alla fine di gennaio 2022 Vampire Survivors è diventato un successo, superando i 30 000 giocatori in contemporanea su Steam, che sono saliti a 70.000 nel mese successivo. Sebbene non sia il primo gioco nel suo genere, Vampire Survivors ha spronato altri a pubblicare titoli basati sul gameplay automatico e sulla progressione roguelike l'anno successivo, editi per la maggior parte a un piccolo prezzo e in accesso anticipato.
Vampire Survivors ha avuto recensioni "generalmente positive" per Windows secondo l'aggregatore di recensioni Metacritic; le versioni Xbox Series X/S e IOS hanno ricevuto il "plauso universale".
Ian Walker di Kotaku e Graham Smith di Rock Paper Shotgun hanno elogiato il gioco, paragonandolo entrambi alla dopamina in quanto, a loro dire, creerebbe dipendenza. Nicole Carpenter di Polygon ha notato la profondità del gioco, dicendo che "nessuno streamer che ho visto ha giocato allo stesso modo". Aaron Zimmerman di Ars Technica ha nominato Vampire Survivors come la sua scelta per il gioco dell'anno. Marie Dealessandri di GamesIndustry.biz ha anche nominato Vampire Survivors il suo gioco dell'anno, parlando di come sia funzionato bene sulla console portatile Steam Deck, anch'esso distribuito nel 2022.
Corriere Nerd, consiglia Vampire Survivors agli appassionati dei roguelike e i giochi retrò «che vogliono divertirsi con un titolo semplice ma coinvolgente, che offre una grande rigiocabilità e una sfida sempre stimolante».

### Riconoscimenti
Vinti
- Golden Joystick Award 2022, premio per la svolta[33]
- Off Broadway Award dei New York Game Awards 2022 per il miglior gioco indipendente[34]
- D.I.C.E. Award 2022 per il gioco d'azione dell'anno[35]
- British Academy Games Awards 2022 per il miglior gioco[36]
- British Academy Games Awards 2022 per il miglior game design[36]
- British Academy Games Awards 2025 miglior gioco in evoluzione[37]

Menzioni d'onore
- Game Developers Choice Awards 2023 per il gioco dell'anno[38]
- Game Developers Choice Awards 2023 per il miglior design[38]

Nomine
2022:
- Golden Joystick Awards per il miglior lancio con accesso anticipato[39]
- The Game Awards per il miglior debutto di un gioco indipendente[40]
- Steam Awards, "Best Game On the Go"[41]

2023:
- Big Apple Award dei New York Game Awards per il gioco dell'anno[34]
- D.I.C.E. Awards per il gioco dell'anno[35]
- D.I.C.E. Awards per il game design eccezionale[35]
- D.I.C.E. Awards per il gioco indipendente eccezionale[35]
- Game Developers Choice Awards per il miglior debutto[38]
- British Academy Games Awards per il miglior gioco britannico[36]
- British Academy Games Awards per il miglior gioco di debutto[36]
- British Academy Games Awards per la miglior proprietà originale[36]

## Serie animata
Nell'aprile 2023 è stata annunciata una serie televisiva animata di Vampire Survivors, creata da StoryKitchen Animation Studio in collaborazione con Luca Galante.